# Naturmetodens Sproginstitut
Naturmetodens Sproginstitut i København var en korrespondancekursusskole i flere af de større fremmedsprog.
Skolens grundlæggende filosofi var at lære sprog efter naturmetoden; men hvor barnets første sprogindlæring kun er mundtligt baseret, var skolens kursusmaterialer lektionshæfter, der blev fremsendt, så længe der blev betalt. Til hæfterne var knyttet lærerhjælp, således at brevkursisten korresponderede med den tilknyttede lærer.
Oprindelig dækkedes de moderne sprog; men Hans Henning Ørberg fik overbevist ledelsen om, at metoden kunne praktiseres også for latin, så han blev ansat til at forestå denne undervisning, og hvor vi ikke har hørt om instituttet de seneste fyrre år i forbindelse med de nulevende sprog, har Ørberg holdt omtalen i live gennem sit latinprojekt op til nutiden (2010).